# Agrupación Ciudadana Independiente para Aranjuez
La Agrupación Ciudadana Independiente para Aranjuez (ACIPA) es un partido político independiente del municipio de Aranjuez (Comunidad de Madrid, España). Creado en 2003 como una plataforma independiente de vecinos arancetanos para renovar el pueblo, concurriendo en las Elecciones municipales de España de 2003 donde obtuvo un concejal.

## Historia
Fundada en 2003 concurrió a las Elecciones municipales de España de 2003 irrumpiendo por primera vez en el consistorio con un concejal gracias a 1.427 votos; en los comicios siguientes, Elecciones municipales de España de 2007, la confluencia volvió a presentarse consiguiendo los mismos votos que en las anteriores y manteniendo así su concejal. 
En las Elecciones municipales de España de 2011, el partido consiguió un aumento de sus votos, obteniendo 2.118 votos y aumentando su representación en el consistorio pasando de 1 a 2 concejales, Pilar Quintana y Alejandro San Marcos. A su vez, consiguieron la alcaldía de la entidad local menor Real Cortijo de San Isidro, perteneciente a Aranjuez, a manos de María Antonia de Oro. En las Elecciones municipales de España de 2015 el partido siguió ascendiendo en porcentaje de voto manteniendo sus dos escaños, en las Elecciones municipales de España de 2019 el partido siguió aumentando en porcentaje de vots, mantuvo sus dos concejales, Jesús Mario Blasco Blanco y José María Belmonte Atienza.

### Elecciones municipales
| Elecciones                               | Votos | %    | Concejales |
| ---------------------------------------- | ----- | ---- | ---------- |
| Elecciones municipales españolas de 2003 | 1.427 | 5,93 | 1          |
| Elecciones municipales españolas de 2007 | 1.691 | 6,95 | 1          |
| Elecciones municipales españolas de 2011 | 2.118 | 8,32 | 2          |
| Elecciones municipales españolas de 2015 | 2.390 | 9,26 | 2          |
| Elecciones municipales españolas de 2019 | 2.529 | 9,80 | 2          |